# Volleyball-Weltmeisterschaft der Männer 2014/Teilnehmer
Bei der Volleyball-Weltmeisterschaft der Männer 2014 traten 24 Mannschaften an. Für jede Mannschaft wurde ein Kader mit 14 Spielern nominiert.

## Ägypten
- Saleh Youssef
- Islam Abdelkader
- Ahmed El Sayed
- Ahmed Abdelhay
- Mamdouh Abdelrehim
- Ahmed El Lakany
- Mohamed Thakil
- Rashad Atia
- Hossam Abdalla
- Mohamed Badawy
- Ahmed Elkotb
- Mohamed Moawad
- Abd Elhalim Mohamed Abou

## Argentinien
- Santiago Darraidou
- Javier Filardi
- Gustavo Federico Porporatto
- Sebastian Garrocq
- Nicolás Uriarte
- Facundo Conte
- Rodrigo Quiroga
- José Luis Gonzalez
- Sebastian Solé
- Pablo Crer
- Luciano De Cecco
- Martin Ramos
- Alejandro Toro
- Sebastián Closter

## Australien
- Aidan Zingel
- Nathan Roberts
- Travis Passier
- Thomas Edgar
- Harrison Peacock
- Adam White
- Luke Perry
- Nehemiah Mote
- Grigory Sukochev
- Thomas Ewen Douglas-Powell
- Luke Smith
- Paul Carroll

## Belgien
- Bram Van Den Dries
- Hendrik Tuerlinckx
- Sam Deroo
- Pieter Coolman
- Frank Depestele
- Gertjan Claes
- Kevin Klinkenberg
- Pieter Verhees
- Simon Van De Voorde
- Matthijs Verhanneman
- Gert Van Walle
- Bert Derkoningen
- Matthias Valkiers
- Lowie Stuer

## Brasilien
Die brasilianische Mannschaft trat als Titelverteidiger an. Das Finale der WM 2010 gewannen die Südamerikaner mit einem 3:0 gegen Kuba. Es war der dritte WM-Titel in Folge für Brasilien.
- Bruno Rezende
- Éder Carbonera
- Wallace de Souza
- Sidnei dos Santos Júnior
- Leandro Vissotto Neves
- Murilo Endres
- Renan Buiatti
- Ricardo Lucarelli Santos de Souza
- Felipe Lourenço Silva
- Luiz Felipe Marques Fonteles
- Lucas Saatkamp
- Murilo Radke
- Mauricio Borges Almeida Silva
- Mario da Silva Pedreira Junior
- Raphael Vieira de Oliveira

## Bulgarien
- Andrej Schekow
- Martin Boschilow
- Swetoslaw Gozew
- Danail Miluschew
- Miroslaw Gradinarow
- Todor Skrimow
- Dobromir Dimitrow
- Wiktor Josifow
- Teodor Salparow
- Teodor Todorow
- Todor Aleksiew
- Nikolaj Pentschew
- Zwetan Sokolow
- Georgi Seganow

## China
- Longhai Chen
- Zhi Yuan
- Chunlong Liang
- Weijun Zhong
- Jianjun Cui
- Shuai Jiao
- Xin Geng
- Fanwei Kong
- Zhichao Kou
- Jingtao Xu
- Runming Li
- Qi Ren
- Daoshuai Ji
- Yingchao Fang

## Deutschland
Das DVV-Team qualifizierte sich im Januar beim Turnier in Ludwigsburg mit Siegen gegen Estland, Kroatien und die Türkei für die WM. Das beste deutsche WM-Ergebnis war der Titelgewinn der DDR-Auswahl 1970. Nach der Wiedervereinigung erreichte Deutschland 1994 und 2006 jeweils den neunten Rang. Bei der WM 2010 wurde die deutsche Mannschaft Achter.
| Name                                                                   | Nr. | Größe  | Geburtsdatum  | Position | Verein                   |
| ---------------------------------------------------------------------- | --- | ------ | ------------- | -------- | ------------------------ |
| Michael Andrei                                                         |     | 2,10 m | 6. Aug. 1985  | MB       | Topvolley Antwerpen      |
| Marcus Böhme                                                           |     | 2,10 m | 25. Aug. 1985 | MB       | Fenerbahçe Istanbul      |
| Tim Broshog                                                            |     | 2,05 m | 2. Dez. 1987  | MB       | Noliko Maaseik           |
| Christian Fromm                                                        |     | 2,04 m | 15. Aug. 1990 | AA       | Sir Safety Perugia       |
| Georg Grozer jr.                                                       |     | 2,00 m | 27. Nov. 1984 | D        | VK Lokomotiv-Belogorje   |
| Max Günthör                                                            |     | 2,06 m | 9. Aug. 1985  | MB       | VfB Friedrichshafen      |
| Denis Kaliberda                                                        |     | 1,92 m | 24. Juni 1990 | AA       | Jastrzębski Węgiel       |
| Lukas Kampa                                                            |     | 1,93 m | 29. Nov. 1986 | Z        | Czarni Radom             |
| Sebastian Kühner                                                       |     | 2,03 m | 15. März 1987 | Z        | Berlin Recycling Volleys |
| Jochen Schöps                                                          |     | 2,00 m | 8. Okt. 1983  | D        | Resovia Rzeszów          |
| Sebastian Schwarz                                                      |     | 1,97 m | 2. Okt. 1985  | AA       | Trefl Gdańsk             |
| Markus Steuerwald                                                      |     | 1,82 m | 7. März 1989  | L        | Paris Volley             |
| Ferdinand Tille                                                        |     | 1,85 m | 8. Dez. 1988  | L        | Skra Bełchatów           |
| Dirk Westphal                                                          |     | 2,03 m | 31. Jan. 1986 | AA       | Czarni Radom             |
| Trainer: Vital Heynen, Belgien; Co-Trainer: Stefan Hübner, Deutschland |     |        |               |          |                          |

## Finnland
- Eemi Tervaportti
- Mikko Esko
- Lauri Kerminen
- Antti Siltala
- Eemeli Kouki
- Tommi Siirilä
- Urpo Sivula
- Timo Tolvanen
- Olli Kunnari
- Mikko Oivanen
- Konstantin Shumov
- Matti Oivanen
- Olli-Pekka Ojansivu
- Jukka Lehtonen

## Frankreich
- Jonas Aguenier
- Jenia Grebennikov
- Antonin Rouzier
- Benjamin Toniutti
- Kévin Tillie
- Earvin N’Gapeth
- Kévin Le Roux
- Nicolas Le Goff
- Samuele Tuia
- Nicolas Marechal
- Franck Lafitte
- Yoann Jaumel
- Nicolas Rossard
- Mory Sidibe

## Iran
- Shahram Mahmoudi
- Milad Ebadipour Ghara H.
- Saman Faezi
- Mir Saeid Marouflakrani
- Farhad Ghaemi
- Seyed Mohammad Mousavi Eraghi
- Pourya Fayazi Damnabi
- Farhad Zarif Ahangaran V.
- Adel Gholami
- Amir Ghafour
- Mojtaba Mirzajanpour M.
- Mehdi Mahdavi
- Armin Tashakori
- Abdolreza Alizadeh Gh.

## Italien
- Jiri Kovar
- Simone Parodi
- Luca Vettori
- Salvatore Rossini
- Ivan Zaytsev
- Filippo Lanza
- Simone Buti
- Dragan Travica
- Matteo Piano
- Emanuele Birarelli
- Michele Baranowicz
- Giulio Sabbi
- Simone Anzani
- Massimo Colaci

## Kamerun
- Olivier Nongni Zanguim Mefani
- Ahmed Awal Mbutngam
- Georges Kari Adeke
- Sem Dolegombai
- Jean Patrice Ndaki Mboulet
- Jean Junior Nyabeye
- Joseph Herve Kofane Boyomo
- Maliki Moussa
- Nathan Wounembaina
- Yvan Arthur Kody Bitjaa
- Alain Fossi Kamto
- Serge Patrice Ag
- David Feughouo
- Geoffroy Frederic Bassige Ba Bindop

## Kanada
- Tyler Sanders
- John Gordon Perrin
- Daniel Lewis
- Rudy Verhoeff
- Justin Duff
- Dallas Soonias
- Adam Simac
- Dustin Schneider
- Toontje Van Lankvelt
- Gavin Schmitt
- Frederic Winters
- Graham Vigrass
- Nicholas Hoag
- Steven Marshall

## Kuba
- Inovel Romero Valdes
- Ricardo Norberto Calvo Manzano
- Javier Ernesto Jimenez Scull
- Leandro Macias Infante
- Keibel Gutierrez Torna
- Rolando Cepeda Abreu
- Livan Osoria Rodriguez
- Abrahan Alfonso Gavilan
- David Fiel Rodriguez
- Isbel Mesa Sandoval
- Felix Emilio Chapman Piñeiro
- Osmany Santiago Uriarte Mestre

## Mexiko
- Daniel Vargas
- Gustavo Meyer
- Jesus Rangel
- Jorge Quiñones
- Edgar Herrera
- Carlos Guerra
- Pedro Rangel
- Jorge Barajas
- Samuel Cordova
- Tomas Aguilera
- Martin Petris
- Jesus Alberto Perales
- Nestor Orellana
- Julian Duarte

## Polen
- Piotr Nowakowski
- Michał Winiarski
- Dawid Konarski
- Paweł Zagumny
- Karol Kłos
- Andrzej Wrona
- Mariusz Wlazły
- Fabian Drzyzga
- Michał Kubiak
- Krzysztof Ignaczak
- Paweł Zatorski
- Marcin Możdżonek
- Mateusz Mika
- Rafał Buszek

## Puerto Rico
- José Rivera
- Edgardo Goas
- Dennis Del Valle
- Roberto Muñiz
- Ezequiel Cruz
- Maurice Torres
- Hector Soto
- Mannix Roman
- Jackson Rivera
- Pedrito Sierra
- Jean Carlos Ortiz
- Fernando Morales

## Russland
- Sergei Makarow
- Nikolai Apalikow
- Sergei Grankin
- Nikolai Pawlow
- Denis Birjukow
- Alexei Spiridonow
- Sergei Sawin
- Andrei Aschtschew
- Dmitri Muserski
- Artjom Wolwitsch
- Dmitri Iljinych
- Pawel Moros
- Artjom Jermakow
- Walentin Golubew

## Serbien
- Nikola Kovačević
- Uroš Kovačević
- Marko Ivović
- Nemanja Petrić
- Vlado Petković
- Dragan Stanković
- Nikola Jovović
- Miloš Nikić
- Aleksandar Atanasijević
- Saša Starović
- Neven Majstorović
- Marko Podraščanin
- Nikola Rosić
- Srećko Lisinac

## Südkorea
- Myung-Geun Song
- Sun-Soo Han
- Yung-Suk Shin
- Min-Gyu Lee
- Sang-Ha Park
- Seung-Suk Kwak
- Yong-Chan Bu
- Min-Ho Choi
- Kwang-In Jeon
- Chul-Woo Park
- Jae-Duck Seo
- Minsu Jeong

## Tunesien
- Ahmed Kadhi
- Marouen Garci
- Samir Sellami
- Mohamed Ali Ben Othmen Miladi
- Elyes Karamosli
- Hamza Nagga
- Ismail Moalla
- Anouer Taouerghi
- Hichem Kaabi
- Khaled Ben Slimene
- Omar Agrebi
- Nabil Miladi

## USA
- Matthew Anderson
- Taylor Sander
- David Lee
- Paul Lotman
- Kawika Shoji
- Antonio Ciarelli
- Micah Christenson
- Carson Clark
- Maxwell Holt
- Garrett Muagututia
- Alfredo Reft
- David Smith
- Nicholas Vogel
- Erik Shoji

## Venezuela
- Regulo Alberto Briceno
- Fernando González
- Héctor Mata
- Emerson Rodriguez
- Carlos Páez
- Hector Salerno
- José Carrasco
- Kervin Pinerua
- Ernardo Andres Gomez Canas
- Jhoser Contreras
- Jesus Danian Chourio Pirela
- Maximo Antonio Montoya Martine
- Daniel Escobar
- Fredy Ramon Cedeno Marquez